# Cuestión de suerte
Cuestión de suerte es el tema encargado de abrir el segundo trabajo en solitario de Amaia Montero. Letra y música corren a cargo de su intérprete Amaia Montero. Coproducido por Paco Salazar, Sebastián Krys y la propia cantante. Fue estrenado el día 29 de octubre en diferentes radios españolas.

## Descripción
Se trata de un medio tiempo con tendencias pop que se abre con un órgano seguido de la propia voz de Amaia Montero. Destaca por sus coros gospel como acompañamiento. El estribillo se proyecta con fuerza y contundencia dentro del contexto con un tempo suave y pausado. Es uno de los temas mejor valorados por la crítica dentro de su segundo álbum en solitario.
La temática gira en torno a un desamor.
- Datos: Q5794036